# Herbord Schene
Herbord Schene (* um  1330 in Bremen; † 21. Juni 1413 oder 1414 ebenda) war ein Bremer Kanoniker und Chronist. Zusammen mit Gerd Rinesberch verfasste er die erste niederdeutsche Stadtchronik Bremens.

## Leben
Schene war der Sohn des Bürgers Gottfried Schene, der 1354 in den Bremer Rat gewählt wurde, und seiner Frau Hillegunde. Herbord und sein Bruder Gerhard waren Kanoniker am Bremer Dom. Die Brüder erwarben nach dem Tod ihres Vaters für 12 Mark Land in Lehe, diesem Landkauf folgten weitere, wie etwa am 14. Juli 1399 in Butzinghausen und Buttel. Auch stiftete Herbord Schene dem Kloster Lilienthal 100 Mark, Geld, mit dem es Land erwerben sollte, aus dem Schene jährlich 5 Mark Rente beziehen sollte. 1403 erwarb das Kloster, das von 1232 bis 1650 bestand, Land in Rockwinkel (Kirchspiel Oberneuland) zum Nießbrauch Schenes. Seine Schwester war dort Nonne, Schene setzte nach ihrem Tod eine Stiftung zu ihrer Erinnerung aus.
Herbord wird unter dem 15. September 1360 als Benefiziat der Jakobikapelle im Dom bezeugt. 1374 scheint er eine der vier Diakonenstellen innegehabt zu haben. Spätestens 1373 wurde er Kanoniker an der St. Ansgarii-Kirche und spätestens seit dem 31. Mai 1377 Cellerarius im Domkapitel („keller to deme dome“). 1392 bezeugte er in einem Testament als kraft kaiserlicher Autorität zugelassener Notar, als publicus imperiali auctoritate notarius. Er tat sich mehrfach als Schlichter in Auseinandersetzungen innerhalb der Domgeistlichkeit hervor. 1401 bestätigte der Erzbischof mehrere seiner Stiftungen. Im selben Jahr überließ er der Stadt 30 Mark gegen 2 Mark Rente pro Jahr.
Bekannt wurde Schene durch die Bremer Chronik, die er zusammen mit dem älteren Domvikar Gerd Rinesberch (um 1315–1406) verfasste. Dabei griffen sie auf die Geschichte der bremischen Erzbischöfe, die Lübecker Stadtchronik, weitere Werke und zahlreiche Urkunden zurück. Peter Koster bezeichnete ihr Werk Ende des 17. Jahrhunderts als Schenen und Rynsbergen Chronica und als Schenen Chronica. Sie war Ausgangspunkt weiterer Stadtchroniken in Bremen. Johann Hemeling (1358–1428), 1405 bis 1410 Bürgermeister von Bremen, setzte die Abfassung der Bremer Chronik von Rinesberch und Schene fort, jedoch in einer tendenziösen Bearbeitung.
Am 6. Mai 1418 wurde Schene als verstorben genannt, er muss also zu einem unbekannten Zeitpunkt vor diesem Datum sein Leben beendet haben, wie bereits der Herausgeber der Bremer Chronik J. M. Lappenberg 1841 feststellte. Sein Testament stammt vom 23. März 1412. Es weist ihn als wohlhabenden Mann aus. Er setzte seine Magd Mette Stenes und ihre gemeinsame Tochter Hillegunde als Erben ein, der er den Namen seiner Mutter gegeben hatte. Die beiden lebten in seinem Haus.

## Editionen
- Johann Martin Lappenberg: Geschichtsquellen des Erzstiftes und der Stadt Bremen. Johann Georg Heyse, Bremen 1841.
- Gerd Rinesberch und Herbord Schene: Bremer Chronik. In: Bremen. Die Chroniken der niedersächsischen Städte (37. Band), Historische Kommission bei der Bayerischen Akademie der Wissenschaften durch Hermann Meinert (Hrsg.), Carl Schünemann Verlag, Bremen 1968.